# Banys de la Reina (Calp)
Els Banys de la Reina són un jaciment arqueològic situat al costat de les salines de Calp (Marina Alta, País Valencià). Constava d'un palau romà (no una simple vil·la o domus circular) amb un passadís, pati i huit habitacions. La seua profusió en marbres i mosaics revela que pertanyia a una persona amb un alt poder adquisitiu. Entre altres elements trobem prop del litoral unes piscines artificials excavades a la roca destinades a piscifactoria i posterior salaó de peix, unes termes, una sínia i més de quatre aljubs. Les seues 0,39 hectàrees componen una microreserva de flora. L'habitatge i l'edifici termal s'erigiren a finals del segle ii o inicis del iii i s'abandonà a principis del segle v.
Les estructures, les descobrí al 1610 Gaspar Escolano i s'excavaren els dies 18 i 19 de maig de 1792 per Antoni Josep Cavanilles. L'esdeveniment es publicà en la Gazeta de Madrid. Després de les excavacions del 1965 per Manuel Pellicer Català, i sobretot després de les excavacions (algunes d'elles de salvament) realitzades entre 1993 i 1999 s'ha concretat la planta del complex,[5] com un vicus de tres habitatges per elaborar vi, pesca, producció de garum (salsa de peix), saladar i extracció de pedra. S'hi han trobat sepulcres.
Es preveu la signatura d'un conveni de la Diputació d'Alacant amb Calp per consolidar-ne les restes arqueològiques, amb la col·laboració del MARQ.

## Ubicació
Les dades arqueològiques sobre l'extensió real del jaciment de «Els Banys de la Reina» de Calp s'estenen:
- A la zona més occidental les restes s'estenen fins al penyal situat a la platja del Boll, conegut com la Muntanyeta.
- A la zona oriental les restes arriben fins als apartaments Santa Bàrbara i Araceli.
- A la zona meridional el jaciment s'estén a la part terrestre fins a la mar, és a dir, el passeig marítim i la plataforma rocosa, mentre que a la zona marítima s'entén fins a uns 100 m des de la línia de costa.
- A la zona septentrional, el jaciment arriba fins a les salines.

## Descripció

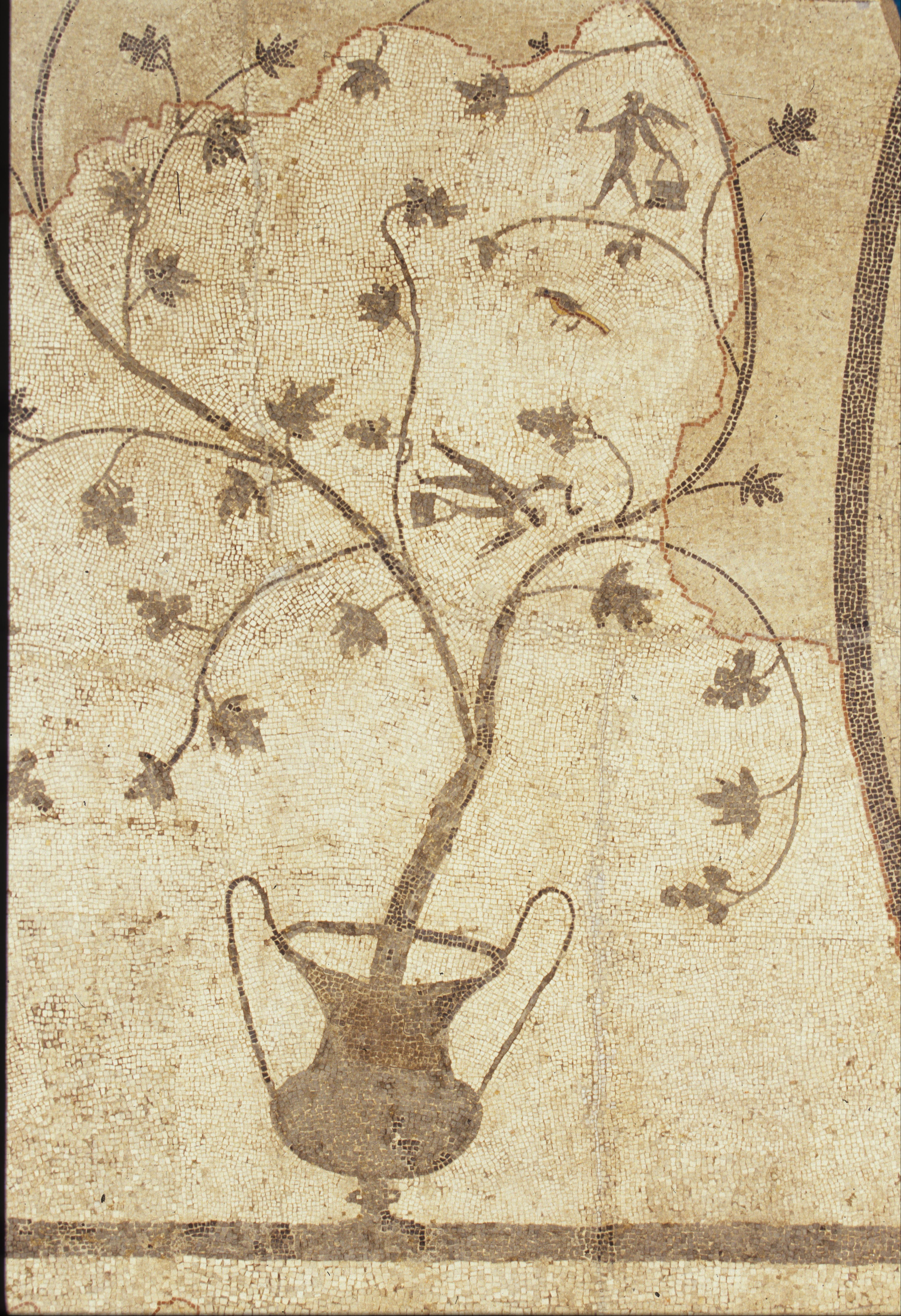
Mosaic trobat per Cavanilles, exposat al MARQ

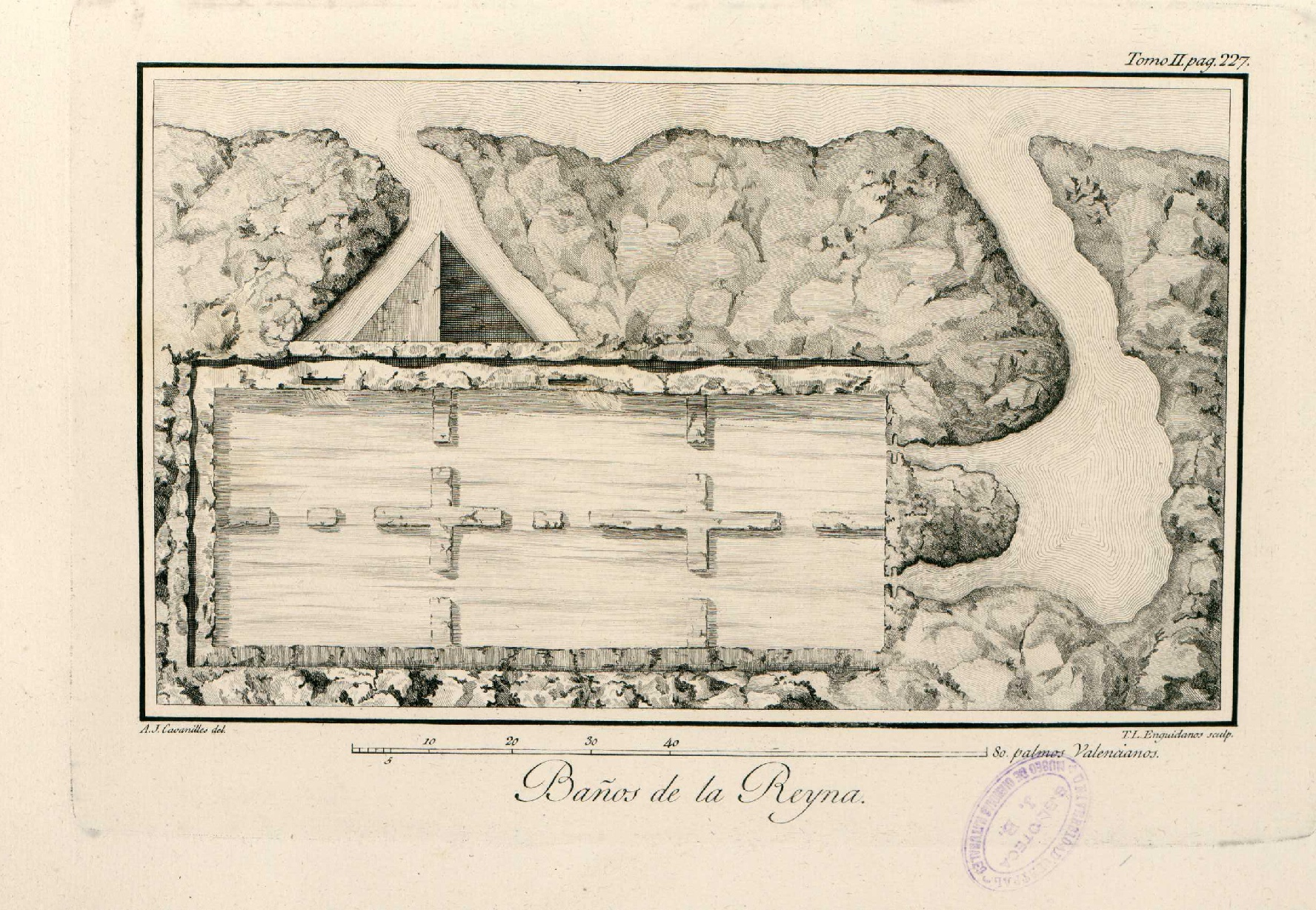
Representació gràfica dels vivers realitzada per Cavanilles el 1797

El jaciment es compon de moltes instal·lacions domèstiques, residencials, funeràries, productives, etc., emplaçades entre el litoral i les salines de Calp, a la franja terrestre de la cala d'Ifac, entre el penyal i l'actual nucli urbà de la població, el qual s'ha expandit al llarg del litoral, per la qual cosa hui dia el jaciment es troba completament urbanitzat i dins de la trama urbana. Estigué habitat, almenys, des del segle ii al vii, però amb un hàbitat constatat a la zona des de l'edat del bronze fins a l'actualitat i de manera ininterrompuda, donades les condicions naturals i econòmiques de la badia i de la zona terrestre.
En l'actualitat la part visible del poblat és part d'un vicus o mansio d'època tardoromana, que s'inicia amb una àrea residencial o pars urbana realitzada amb materials de luxe procedents de tot l'Imperi Romà, al costat de la qual hi ha edificacions de la pars rustica, i en destaca una sínia excavada a la roca i una piscifactoria, ambdues excavades en un cordó de roca litoral, que amb el pas del temps canvia la funció i passa a conservar-se en part en una necròpoli tardoromana de tipologia i ritu nord-africà. També formen part del jaciment la cala natural i segurament moltes restes arqueològiques d'època romana documentats a l'entorn de les salines.
La urbanització de la zona entre finals dels anys cinquanta i l'actualitat ha suposat que gran part del jaciment s'haja vist afectat per la construcció de xalets, moment en què comencen les excavacions de Pellicer al 1965, que recuperaren una part dels mosaics descoberts per Cavanilles al segle xviii, i que actualment es troben al MARQ. Aquesta zona seria la compresa entre el carrer Holanda i l'Itàlia, espai que pertanyeria al jaciment de la Muntanyeta, on s'aprecien restes de construccions residencials que incloïen termes, paviments i mosaics entre la platja i la zona assenyalada.
El desenfrenament urbanístic dels anys vuitanta i noranta suposà la construcció de vials entre l'antiga carretera de Calp a Ifac, com l'avinguda i els carrers Luxemburg, Portugal, Itàlia, Irlanda, Holanda i Grècia, entre d'altres. Això destruí gran part del jaciment, essencialment la part perifèrica, i de vegades la zona nuclear, com el buidat efectuat en el solar de l'avinguda d'Europa, 24, sense controls ni autoritzacions que establia la legislació vigent, la qual cosa suposà una gran conflictivitat administrativa, social i patrimonial.

## Estat
A causa que el jaciment s'ha vist alterat profundament per les obres d'infraestructura i les urbanitzacions, es considera convenient fixar-ne la delimitació actual entre la Muntanyeta i el carrer perpendicular a aquesta fins al seu contacte amb l'avinguda dels Exèrcits Espanyols, per la zona occidental. Per la mitgera d'aquesta avinguda fins a la perpendicular del vial que uneix els apartaments Atlàntic amb la mar. La delimitació acaba en tota la franja meridional amb la línia de la mar.
La inclusió d'àrees construïdes dins del jaciment està motivada pel fet que es té constància que sota els apartaments d'una o dues plantes hi ha jaciment sense alterar i perquè en les parcel·les on se situen grans torres d'apartaments, el jaciment es troba destruït a sota, però inalterat en la resta de la parcel·la, ja que l'edificació no ocupa la seua totalitat. En els vials s'ha constatat que el jaciment no es troba alterat tret de les zones on es feren rases.
El jaciment està inalterat en algunes parcel·les del pla parcial número 1, en la denominada zona arqueològica, sota el passeig marítim, en la plataforma costanera i molt possiblement en la cala que n'hi ha al davant.

## Vivers

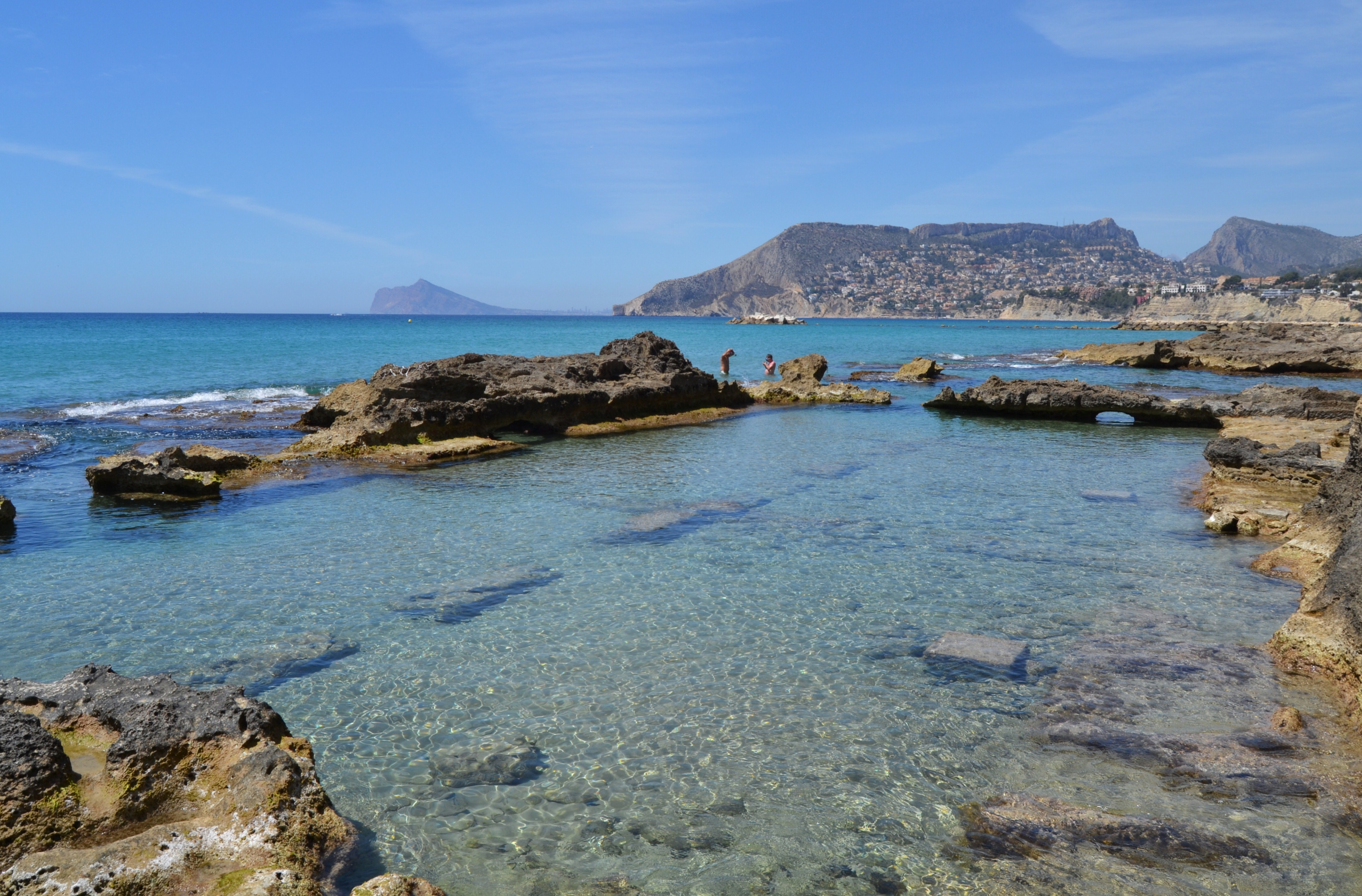
Antiga piscifactoria usada en temps dels romans

Aquesta estructura mantenia vius els peixos i proveïa de peix fresc la població dels Banys de la Reina, tot i que no se'n descarta l'ús com a jardí aquàtic. Està excavat en la costa sobre pedra tosca, formant un rectangle amb una superfície de 165 m² (19,75 m de longitud i 8,50 m d'amplària); l'interior se subdivideix en sis basses comunicades per una obertura en cadascuna d'elles. L'entrada d'aigua de la mar es feia per quatre canals, també tallats a la roca, dos situats al sud i altres dos a l'est, que permetien l'accés a totes les basses. Les boques dels canals quedaven tancades per comportes de bronze o de plom per permetre el pas de l'aigua i impedir la fugida dels peixos. Les piscinae eren obres molt cares de construir i mantenir, fins i tot més costoses que la vil·la, però augmentaven notablement el valor de l'immoble així com el rang social de l'habitant.